# تیودرالا
تیودرالا (به لاتین: Tyudrala) یک منطقهٔ مسکونی در روسیه است که در جمهوری آلتای واقع شده‌است.